# Upsilon Andromedae d
Upsilon Andromedae d, o Majriti - così chiamato in onore del grande astronomo arabo di al-Andalus Maslama b. Qāsim al-Qūrṭubī, detto al-Maǧrīṭī - è un pianeta extrasolare che orbita la stella simile al Sole, Upsilon Andromedae A. La sua stella madre è stata la prima conosciuta ad ospitare un sistema stellare multiplo (escludendo la pulsar PSR 1257+12).

Il pianeta è il terzo in ordine di distanza dalla propria stella, un quarto pianeta più esterno è stato scoperto nel 2010.

## Scoperta
Upsilon Andromedae d è stato scoperto nel 1999 da Geoffrey Marcy e R. Paul Butler. Come la maggior parte dei pianeti extrasolari finora scoperti, Upsilon Andromedae c è stato individuato analizzando le variazioni nella velocità radiale della stella causate dalla gravità del pianeta.
Al tempo della scoperta si conosceva già un pianeta in orbita attorno a Upsilon Andromedae A: il gioviano caldo Upsilon Andromedae b. Tuttavia nel 1999 si è capito che il solo pianeta più interno non riusciva a spiegare in modo soddisfacente la curva di velocità. Astronomi della San Francisco State University e del Harvard-Smithsonian Center for Astrophysics hanno concluso in modo indipendente che il modello che meglio spiegava le osservazioni era formato da tre pianeti. I due nuovi pianeti sono stati designati Upsilon Andromedae c e Upsilon Andromedae d.

## Orbita e massa

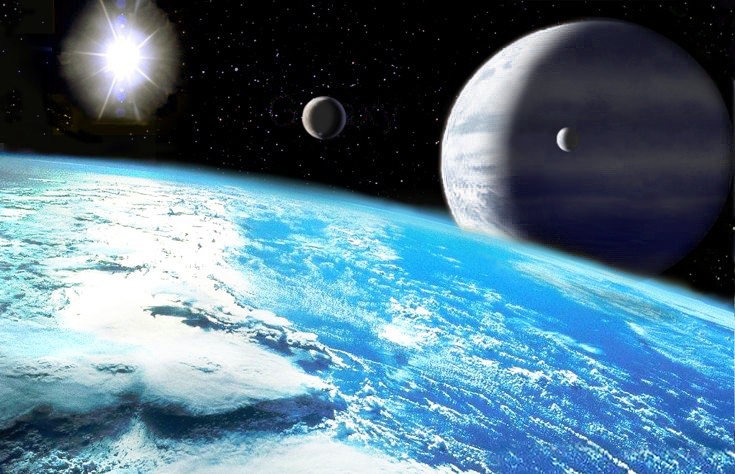
Visione artistica di Upsilon Andromedae d visto da una sua ipotetica luna; trovandosi nella zona abitabile questa potrebbe avere acqua liquida in superficie ed assomigliare alla Terra.

Come la maggior parte degli esopianeti con un lungo periodo orbitale, l'orbita del pianeta è molto eccentrica, più di quella di qualsiasi pianeta nel nostro sistema solare. Il semiasse maggiore dell'orbita lo colloca nella zona abitabile di Upsilon Andromedae A.
L'elevata eccentricità potrebbe essere il risultato di perturbazioni gravitazionali a opera di un pianeta più esterno ora perduto. Secondo alcune simulazioni le interazioni avrebbero spinto Upsilon Andromedae d in un'orbita più interna e più eccentrica, come conseguenza l'orbita del più interno Upsilon Andromedae c sarebbe diventata anch'essa eccentrica e il pianeta più esterno sarebbe stato espulso dal sistema.
Una limitazione nel metodo della velocità radiale usato per scoprire il pianeta è che permette di stimare solo un limite inferiore per la massa. Nel caso di Upsilon Andromedae d il limite è posto a 3,93 volte la massa di Giove, tuttavia a seconda dell'inclinazione orbitale la vera massa potrebbe essere molto più alta. Osservazioni astrometriche preliminari suggeriscono un'inclinazione di 155,5° rispetto alla nostra linea visiva. Se questa misura fosse confermata la vera massa del pianeta sarebbe di circa 10 volte quella di Giove.

## Caratteristiche
Data la sua elevata massa il pianeta è un gigante gassoso senza una superficie solida e con una gravità superficiale 10 volte quella della Terra. Siccome il pianeta è stato rilevato solo indirettamente, caratteristiche quali il raggio, la composizione e la temperatura al momento non sono note.

Ipotizzando che la composizione del pianeta sia simile a quella di Giove e che sia in un ambiente prossimo all'equilibrio chimico, si prevede che l'atmosfera superiore del pianeta contenga nubi d'acqua piuttosto che quelle di ammoniaca tipiche di Giove. Uno studio del 2017 ha confermato che l'opacità della sua atmosfera è effettivamente dovuta alla presenza di vapore acqueo.
Upsilon Andromedae d si trova nella zona abitabile della sua stella, cioè quella regione in cui pianeti simili alla Terra possono mantenere acqua allo stato liquido sulla superficie e che ricevono una giusta dose di radiazione ultravioletta dalla propria stella. Le simulazioni suggeriscono che anche con un'orbita eccentrica i pianeti terrestri potrebbero mantenere acqua liquida per l'intero anno locale. Questo significa che un ipotetico grosso satellite naturale di Upsilon Andromedae d potrebbe essere in grado di ospitare la vita.